# أبانوب النهيسي
أبانوب أحد قديسي الكنيسة القبطية الأرثوذكسية، ولد بنهيسة بالقرب من طلخا في القرن الرابع الميلادي من أبوين مسيحيين، هما مقارة ومريم، فقدهما وهو في الثانية عشرة من عمره.

## حياته
(حسب ماذكر في بعض الروايات) دخل الصبي الكنيسة في أحد الأعياد ووجد الكاهن يحث الشعب على احتمال الضيق والاضطهاد بفرح، إذ كان ديوكلتيانوس. دقلديانوس قد أثار الاضطهاد على المسيحيين، عاد الصبي الصغير إلى بيته وكلمات الأب الكاهن تدوي في أذنيه، عندئذ ركع الصبي أمام الله يطلب عونه، ثم قام ليسير إلى سمنود وهو متهلل بالروح ينتظر الاستشهاد، أخذ الصبي الصغير يطوف المدينة التي وجد فيها الكنائس مهدومة والناس يشتمون في المسيحية، فكان يطلب من الله مساندته له، عندئذ أرسل الله له رئيس الملائكة ميخائيل الذي عزاه وأرشده أن ينطلق في الصباح إلى الوالي ليشهد لمسيحه، مؤكدًا له أنه سيقويه ويشفيه وسط العذابات التي يحتملها.
بكَّر جدًا أبانوب الصبي، وانطلق إلى الوالي وصار يكلمه بجرأة وشجاعة، الذي دهش لتصرفات هذا الصبي الصغير، فصار يلاطفه بوعود كثيرة، أما الصبي فكان يشهد للإيمان الحق. اغتاظ الوالي وأمر بضربه على بطنه حتى ظهرت أحشاؤه، وجاء رئيس الملائكة ميخائيل بأمر من الله يشفيه. أُلقى الصبي في السجن ففرح به المسيحيون المسجونون، وتعرفوا عليه، وتعزوا بسببه. في اليوم التالي قتل الوالي من المسجونين حوالي ألفًا، ونالوا إكليل الشهادة في التاسع من برمهات.
استدعى الوالي الصبي أبانوب وأمر بربطه من قدميه على صاري المركب التي استقلها الوالي متجها إلى أتريب، وفي تهكم قال: «لينظر هل يأتي يسوع ليخلصه؟!». أقلعوا بالمركب البحارة مبحرين حتى المساء، ثم أرخوا القلع ليجلس الوالي ويأكل ويشرب، وإذ بالكأس تتحجر في يده ويصاب الوالي بنوع من الفالج، وأصبح الجند أشبه بعميان فنظر الوالي إلى الطفل المعلق ليجد رئيس الملائكة يقترب منه ليمسح الدم النازل من أنفه وفمه، ثم ينزله ويتركه في مقدمة المركب.
طلب الوالي من الصبي أن يصلي لإلهه ليشفيه لكي يؤمن هو وجنودة، لكن أبانوب أجابه أن الله سيشفيه في أتريب، وبالفعل صلى عنة وشفاه باسم الرب أمام والي أتريب، وقد آمن عدد كبير من الوثنيين بأتريب واستشهد بعضهم.
قام والي أتريب بتعذيب الصبي بالجلد وبإلقائه في زيت مغلي وحرقه بنار وكبريت، فظهر له السيد المسيح ومعه رئيسا الملائكة ميخائيل وجبرائيل، وشفُى. فعاد الملك ووضع سيخين محميين بالنار في عينيه فقام والرب يسوع له المجد وشفاه، فأمر الملك ببتر يديه ورجليه، لكن الرب لم يتركه وشفاه
أمن الكثيرون بسببه، وتقدم كثيرون للاستشهاد بفرح، وكان الرب يرسل ملائكته لتعزية الصبي.
إذ رأى الوالي الجموع التي تقبل الإيمان بسبب الصبي، فأوفده إلى الإسكندرية مقيدًا بالسلاسل. والتقى الصبي ابانوب بامرأة بها روح نجس أخرجه منها وهو مقيد اليدين بالسلاسل، فآمنت المرأة بالسيد المسيح له كل المجد، فاغتاظ أحد الجنود وقتلها. أمام أرمانيوس والي الإسكندرية اعترف الصبي بالسيد المسيح محتملًا عذابات أخرى، منها إلقاؤه في جب به ثعابين وحيّات جائعة وعقارب، والرب حفظه بملاكه ميخائيل. خرج الصبي من الجب وقد تبعته بعض الثعابين... فالتف أحدهما حول رقبة أرمانيوس والصبي أنقذه، الأمر الذي أدهش الكثيرين فقبلوا الإيمان واستشهدوا. تعرض لعذابات أخرى، وقُطعت رأسه خارج المدينة على صخرة عالية بعد أن وقف بفرح يصلي طالبًا أن يغفر الله له خطاياه، ويتقبل روحه. تقدم القديس يوليوس الأقفهصي وحمل جسده وكفنه وأرسله إلى نهيسة موطن ميلاده حيث دفن هناك، وقد كتب سيرته.
نقل جسده من نهيسة إلى سمنود، ويحتفل بعيد استشهاده في 24 من شهر أبيب.